# Supernova (rede social)
Supernova é uma rede social criada por Dominic O’Meara e lançada em 2021.

## Aplicativo
Supernova foi criada para ser uma "alternativa ética" do Instagram, que combateria o doomscrolling. Com foco no público millenial e geração Z, 60% de seus lucros são doados para a caridade, e os usuários podem escolher em qual tema o dinheiro será direcionado. A empresa também prometeu excluir conteúdo extremista, como homofobia, racismo e políticas extremas.
Seu funcionamento é muito similar ao Instagram, onde o usuário pode postar fotos e vídeos, fazer comentários, enviar mensagens e seguir outras pessoas. Porém, o sistema de like serve como uma votação para decidir qual caridade vai receber mais dinheiro. Também é possível votar com uma Supernova, que vale dez vezes o peso de um like, que pode ser usada caso o usuário tenha Pontos Karma o suficiente. Também há uma opção de criação de grupos.